# Karl Polstorff
Karl Polstorff (* 4. März 1846 in Kirchdorf am Deister; † 3. Juni 1911 in Göttingen) war ein deutscher Chemiker und Pharmazeut.

## Leben
Nach dem Studium der Pharmazie in Göttingen war Polstorff seit 1872 Assistent bei Friedrich Wöhler in der von Ludwig von Uslar geleiteten pharmazeutischen Abteilung des Chemischen Instituts. 1874 wurde er mit der Arbeit „Über die Einwirkung des Broms auf die Hydrozimtsäure“ zum Dr. phil. promoviert. Die Habilitation für Chemie erfolgte 1879.
1875 bis 1876 arbeitete er am analytischen Labor der Bergakademie Clausthal und übernahm dann, in Nachfolge von Uslar, die pharmazeutische Ausbildung in Göttingen. 1883 wurde er zum a.o. Prof. für Pharmazie ernannt. 
Nach der Einrichtung eines besoldeten Extraordinarius für Pharmazie (1887) hatte er – immer noch im Rahmen des chemischen Laboratoriums – die Aufgabe, Pharmazeuten und Mediziner in der pharmazeutischen Chemie zu unterrichten. Ab 1897 war er Vorsitzender der pharmazeutischen Prüfungskommission in Göttingen und gehörte ferner zu den Mitgliedern der Prüfungskommission für Nahrungsmittelchemiker.
Karl Polstorff beschäftigte sich mit Fragen der analytischen und forensischen Chemie. Daneben untersuchte er u. a. Morphin, Conessin, Betain und Cholin.

## Veröffentlichungen
- Kurzer Leitfaden der chemischen Analyse : für das chemische Laboratorium zu Göttingen zusammengestellt von Karl Polstorff. 1884
- Kurzer Gang der gerichtlich-chemischen Analyse. 1895
- Leitfaden der qualitativen Analyse und der gerichtlich-chemischen Analyse. 1901